# Benzisotiazolo
Il benzisotiazolo è un composto organico eterociclico aromatico, strutturalmente formato da un anello benzenico e uno di isotiazolo condensati.
Dal benzisotiazolo deriva una classe di antipsicotici atipici tra cui lo ziprasidone e il lurasidone.